# Universiteit van Antioquia
De Universiteit van Antioquia (Spaans: Universidad de Antioquia - U. de A.) is de oudste staatsuniversiteit van Colombia, waarvan de oprichting teruggaat tot 1803. De universiteit is de belangrijkste universiteit van het Noord-Colombiaanse departement Antioquia, met tien vestigingen, waaronder de hoofdvestiging in Medellín.

## Locaties

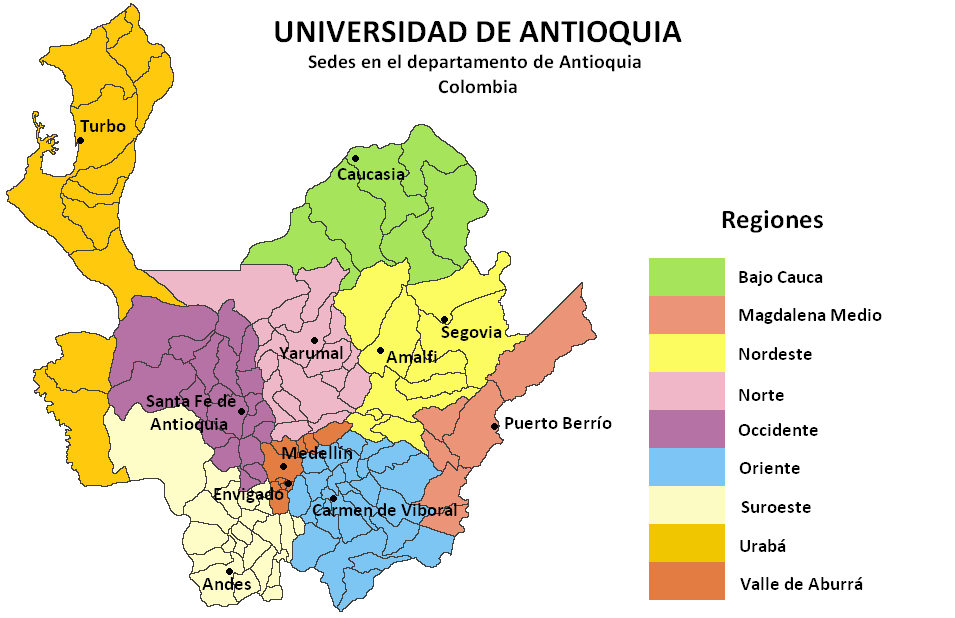
Vestigingen van de universiteit

De universiteit heeft naast de hoofdvestiging in Medellín ook vestigingen in Caucasia, Puerto Berrío, Amalfi, Segovia, Yarumal, Santa Fe de Antioquia, El Carmen de Viboral, Andes en Turbo.

## Organisatie

### Faculteiten
De universiteit kent 14 faculteiten:
- Kunst
- Landbouwkunde (inclusief Diergeneeskunde)
- Economie
- Wiskunde en Natuurwetenschap
- Techniek
- Rechtsgeleerdheid en Politicologie
- Geesteswetenschappen
- Communicatiewetenschap
- Geneeskunde
- Openbare gezondheid
- Verpleegkunde
- Pedagogiek
- Tandheelkunde
- Farmacologie

### Overig
BibliotheekDe bibliotheek bestaat sinds het jaar van oprichting in 1803 en beschikt over zes deelbibliotheken op een oppervlakte van 12.008 m². De bibliotheek beschikt al met al over meer dan 650.000 naslagwerken.
ScholenDe universiteit kent verder nog vier scholen, in Microbiologie, Bibliotheekwetenschap, Talen en Voeding.
InstitutenOok kent het vier instituten, voor Sportonderwijs, Filosofie, Regionale studie en Politicologie
TelevisiezenderSinds 1982 beschikt de universiteit over een eigen televisieprogramma.
TheaterHet in 1969 opgerichte theater van de universiteit beschikt over 1500 plaatsen en kan ook door mensen van buiten de universiteit worden bezocht.
- Bibsys: 5060699
- Biblioteca Nacional de Chile: 000140658
- Biblioteca Nacional de España: XX100906
- Bibliothèque nationale de France: cb11867884p (data)
- CiNii: DA09059556
- Gemeinsame Normdatei: 36105-7
- International Standard Name Identifier: 0000 0000 8882 5269
- Library of Congress Control Number: n79125867
- Nationale Bibliotheek van Tsjechië: ko2003181570
- Nationale Bibliotheek van Israël: 987007347151005171
- Réseau des bibliothèques de Suisse occidentale: 02-A005467321
- SNAC: w6d27j0h
- Système universitaire de documentation: 026429837
- Virtual International Authority File: 149680836